# Wilbert Robinson
Wilbert Robinson (29 de junho de 1863 – 8 de agosto de 1934), apelidado de "Uncle Robbie", foi um jogador profissional de beisebol que atuou como catcher, técnico assistente e treinador na Major League Baseball. Foi induzido ao Baseball Hall of Fame na votação de 1945.